# Samantha Cameron
Samantha Gwendoline Cameron, née Sheffield le 18 avril 1971, est une femme d'affaires britannique et l'épouse de David Cameron, Premier ministre du Royaume-Uni de 2010 à 2016.

## Biographie

### Ascendance
Elle est la fille aînée de Sir Reginald Adrian Berkeley Sheffield, descendant en ligne illégitime du roi Charles II d'Angleterre, 8e baronnet Sheffield, et d'Annabel Jones (en) (remariée au 4e vicomte Astor). Samantha Cameron est aussi l'arrière-petite-fille du journaliste Sir Roderick Jones, qui a joué un grand rôle dans l'histoire de l'Agence Reuters, dont il a été propriétaire pendant dix ans.

### Carrière professionnelle
Jusqu'au 13 mai 2010 elle fut directrice de la création du maroquinier de luxe Smythson, avant de quitter ce poste pour une mission de consultante auprès de cette société à raison de deux jours par semaine.

### Vie personnelle
Elle se marie avec David Cameron le 1er juin 1996 dans l'Oxfordshire. Le couple Cameron a eu quatre enfants. L'aîné, prénommé Ivan Reginald Ian Cameron, né le 8 avril 2002 à Hammersmith et Fulham, souffrait de paralysie cérébrale ainsi que d'une forme grave d'épilepsie. Il est mort le 25 février 2009 à l'âge de 6 ans. Ses trois autres enfants sont Nancy Gwen Cameron (née le 19 janvier 2004 à Westminster) et Arthur Elwen Cameron (né le 14 février 2006 à Westminster). La petite dernière, Florence Rose, est née le 24 août 2010.